# Пинли
Пинли́ (кит. упр. 平利, пиньинь Pínglì) — уезд городского округа Анькан провинции Шэньси (КНР). Уезд назван в честь реки Пинличуань.

## История
После того, как эти земли были завоёваны царством Цинь, в 312 году до н. э. был создан уезд Сичэн (西城县). После основания империи Западная Хань в 206 году до н. э. был создан уезд Чанли (长利县, располагался на территории современных уездов Пинли и Чжэньпин провинции Шэньси и уезда Юньси провинции Хубэй). При империи Восточная Хань уезд Чанли был в 30 году расформирован, а его территория разделена между уездами Сисянь и Анькан.
При империи Западная Цзинь в 265 году в этих местах был образован уезд Шанкан (上廉县, располагался на территориях современных уездов Пинли, Чжэньпин, и частично Ланьгао).
В эпоху Южных и Северных династий эти земли не раз переходили из рук в руки, а их административное устройство сильно изменялось. При южной династии Сун из уезда Шанкан был выделен уезд Цзиян (吉阳县), а вскоре уезд Шанкан был присоединён к уезду Цзиян. При южной династии Ци уезд Цзиян был разделён на уезды Шанкан и Цзиян. После того, как эти места были захвачены войсками Западной Вэй, уезд Шанкан был в 552 году переименован в Цзиань (吉安县). При империи Северная Чжоу в 560 году к уезду Цзиань был присоединён уезд Сичэн (в результате он стал занимать территории современных уездов Ланьгао, Пинли, Чжэньпин и района Ханьбинь). После основания империи Суй уезд Цзиань был в 607 году переименован в Цзиньчуань (金川县).
При империи Тан в 618 году юго-восточная часть уезда Цзиньчуань была выделена в отдельный уезд Пинли; он занимал территории современных уездов Пинли, Чжэньпин и частично Ланьгао. В 771 году уезд Пинли был присоединён к уезду Сичэн.
В 821 году уезд Пинли был создан вновь. При империи Сун в 1073 году он был опять присоединён к уезду Сичэн. В 1087 году уезд Пинли был образован опять, но после монгольского завоевания был снова расформирован.
При империи Мин в 1370 году уезд Пинли был образован вновь.
В 1920 году юго-восточная часть уезда Пинли была выделена в отдельный уезд Чжэньпин.
В 1951 году был создан Специальный район Анькан (安康专区), и уезд вошёл в его состав. В 1958 году уезд Чжэньпин был присоединён к уезду Пинли, но в 1962 году воссоздан. В 1968 году Специальный район Анькан был переименован в Округ Анькан (安康地区).
В 2000 году были расформированы округ Анькан и город Анькан и образован городской округ Анькан.

## Административное деление
Уезд делится на 11 посёлков.